# Iuliu Deac
Iuliu Deac (n. 1904 la Câmpia Turzii – d. secolul XX) a fost un matematician român, cu contribuții deosebite în  popularizarea matematicii elementare și în istoria matematicii.

## Biografie
După parcurgerea claselor primare în orașul natal și a liceului la Turda, în perioada 1923 - 1926 este student la Universitatea din Cluj, Facultatea de Matematică.
Este profesor pe la diferite licee și ocupă diverse funcții în aparatul contabil și administrativ de stat.
Din anul 1934 devine autodidact și începe să se ocupe cu diverse cercetări, în special în domeniul istoriei matematicii.

## Scrieri
- Dicționarul enciclopedic al matematicienilor, cea mai valoroasă lucrare a sa, unică în cadrul literaturii enciclopedice din țară;
- Figuri ilustre din Grecia antică;
- File din istoria matematicii;
- Curbe speciale plane;
- Culegeri de probleme din ecuații nedeterminate, divizibilitatea numerelor, ecuații transcendente, inducția matematică;
- 1987: Istoria tetraedrului.